# Nagrog (Cicalengka)
Nagrog is een bestuurslaag in het regentschap Bandung van de provincie West-Java, Indonesië. Nagrog telt 10.648 inwoners (volkstelling 2010).